# 国家越野滑雪中心
国家越野滑雪中心是中国河北省张家口市的一个越野滑雪场馆，为2022年冬季奧林匹克運動會张家口赛区枯杨树场馆群的一部分。

## 场馆
国家越野滑雪中心位于枯杨树场馆群南侧山谷，面积106.55公顷，赛道总长9.7公里，由西向东分别为场馆运营综合区、运动员综合区、场馆技术楼、场馆媒体中心和转播综合区。
国家越野滑雪中心有8条赛道，长度分别为1.5公里、1.8公里、2.5公里、3.3公里、3.75公里、5.0公里、7.5公里、8.3公里。赛道本身存在天然积雪，但为满足比赛需求，场馆也会进行人工造雪。
在2022年冬季奧林匹克運動會举办之前，河北省第二届冰雪运动会已经在该中心成功举办。场馆对雨水及融雪水进行了循环利用，智能化造雪比传统造雪节省20%的水资源。除造雪之外，也用于绿化灌溉、景观用水、卫生用水等其他用途。